# 35 Mariner
Le 35 Mariner est un gratte-ciel de logement de 153 mètres de hauteur construit à Toronto de 2003 à 2005 dans le nouveau quartier de City Place.
Il fait partie du complexe Harbourview Estates qui comprend un total de 5 bâtiments dont le 5 Mariner et le 10 Navy.
L'immeuble est aussi appelé 'Harbourview Estates II'. 

Il comprend 518 appartements.
Le bâtiment a été conçu par l'agence d'architecture Hellmuth, Obata & Kassabaum (HOK).